# メルボルン市電Z形電車
Z形は、オーストラリアのメルボルンの路面電車であるメルボルン市電に導入された電車の形式。メルボルン市電において20年近くぶりの量産車として導入され、オーストラリア国外の路面電車車両を基にした多数の新機軸の技術が投入された。製造時期によって何度か設計及び形式名の変更が実施されたが、この項目ではZ形（→Z1形）とZ2形について解説する。

## 概要

### 開発までの経緯
1956年にW形の生産が終了して以降、モータリーゼーションの進展に伴いビクトリア州政府により道路の整備が優先された事でメルボルン市電には長期に渡って車両の新造が実施されない状態が続き、車両の老朽化が深刻な課題となっていた。この状況が大きく変わったのは1970年代初頭、オイルショックや公害により公共交通機関の見直しが始まった事であり、1972年にビクトリア州政府はメルボルンの都市計画の中で、老朽化が進んだ車両の置き換え用として新型電車を導入することを発表した。
一方、それに先立つ1965年、当時メルボルン市電を運営していたメルボルン都市圏路面電車委員会（Melbourne and Metropolitan Tramways Board、MMTB）は他国における路面電車の状況を調査するためヨーロッパ各国に使節団を派遣した。その中で特に注目を集めたのはスウェーデンの都市・ヨーテボリ市内を走るヨーテボリ市電であり、この市電で使用されていたボギー車を基に1973年に試作車となる1041が作られた。この車両を基に、1974年から量産が始まったのがZ形である。

### 構造
Z形は両運転台のボギー車で、車体の両側に2箇所の乗降扉を有しており、前方の扉から車内へ入り、中央右寄りに設置された扉から降りる「前乗り・後降り」の流れを採用した。車体構造は1041と同様の角ばった流線形状のデザインであったが、方向幕や乗降扉の形状など、乗客の利用しやすさを向上させる設計変更が実施された。製造当初集電装置にはポールが用いられていたが、後年シングルアーム式パンタグラフへの交換が行われた。
1041はPCCカーと呼ばれるアメリカ合衆国で開発された高性能路面電車の機構を用いたが、量産車であるZ形はヨーテボリ市電のボギー車であるM28形と同様の機構に変更され、機器についてもM28形と同様にスウェーデンのASEAが製造を担当した。運転室からの速度調整は足踏みペダルを用いて行われ、左側には安全対策のためデッドマン装置の役割を持つペダルが設置されていた。
塗装については、製造当初従来の車両と異なる上半分がクリーム色、下半分がオレンジ色というZ形独自の塗り分けを有していたが、1983年以降は黄色がかったクリーム色と緑色を用いたデザインに変更され、市電の運営権が民間事業者へ移管された後は各事業者の塗装に改められた。

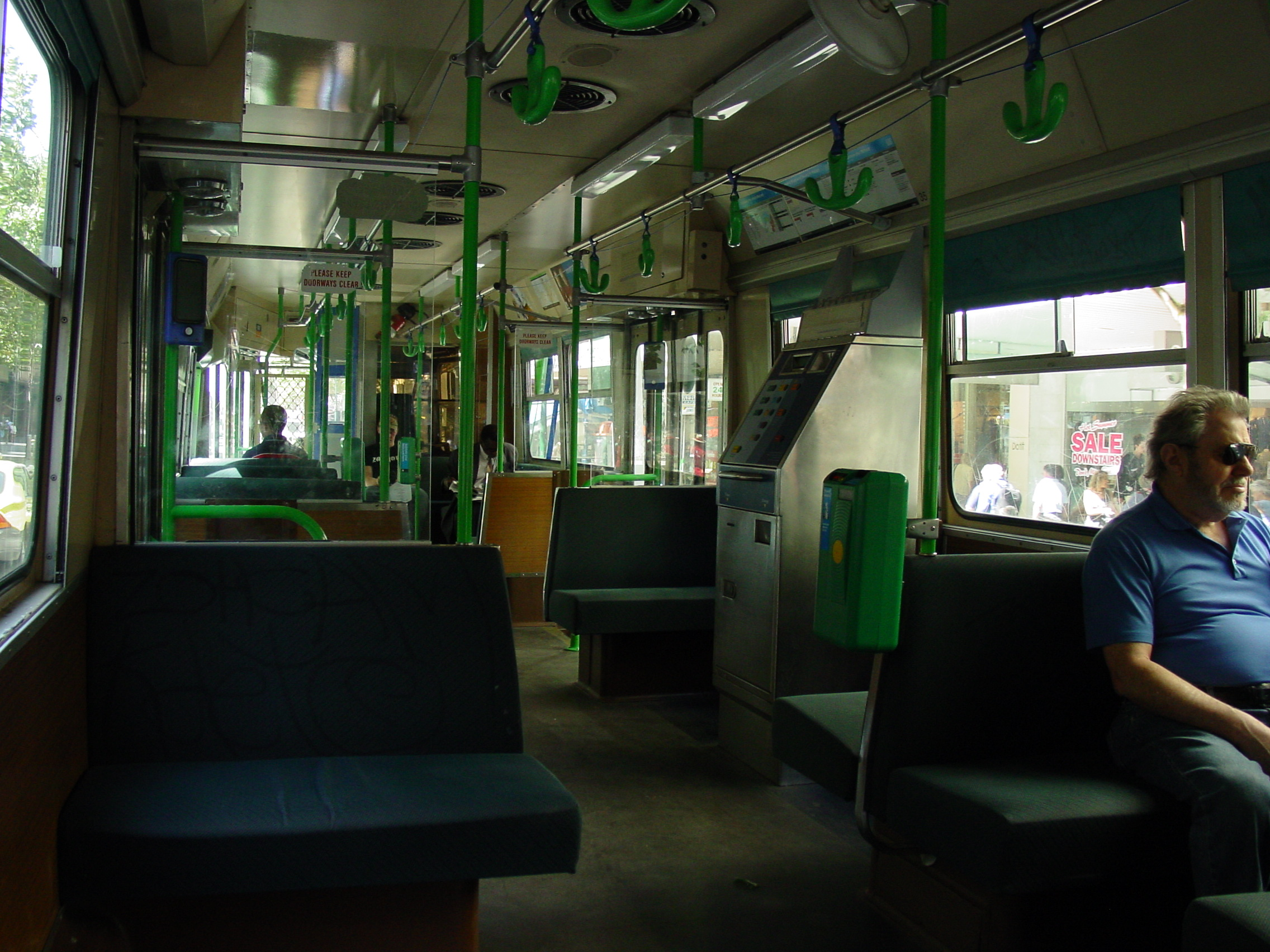
車内（Z1形、2006年撮影）
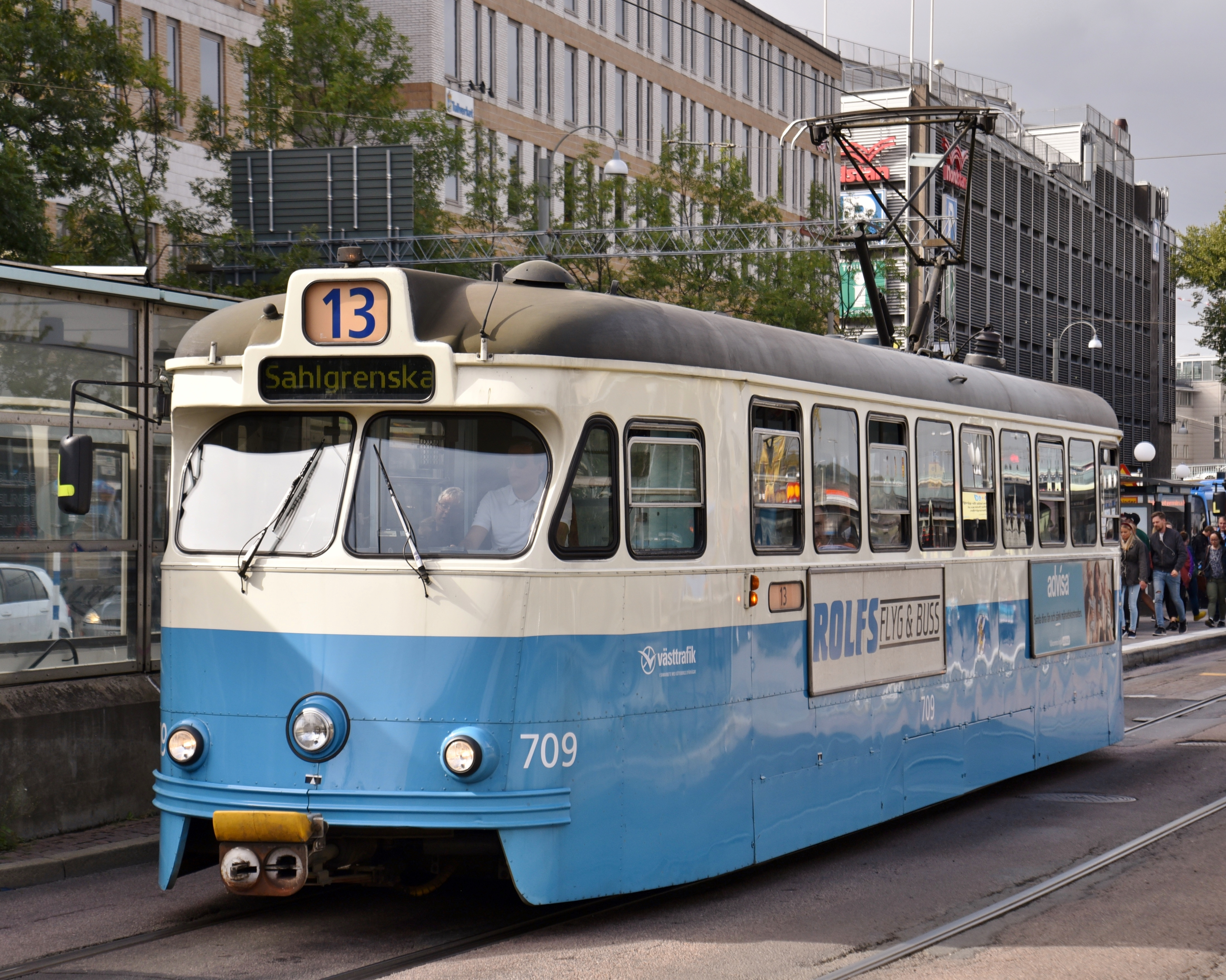
Z形のモデルとなったヨーテボリ市電のM28形（2019年撮影）

## 車種・運用

### Z形→Z1形

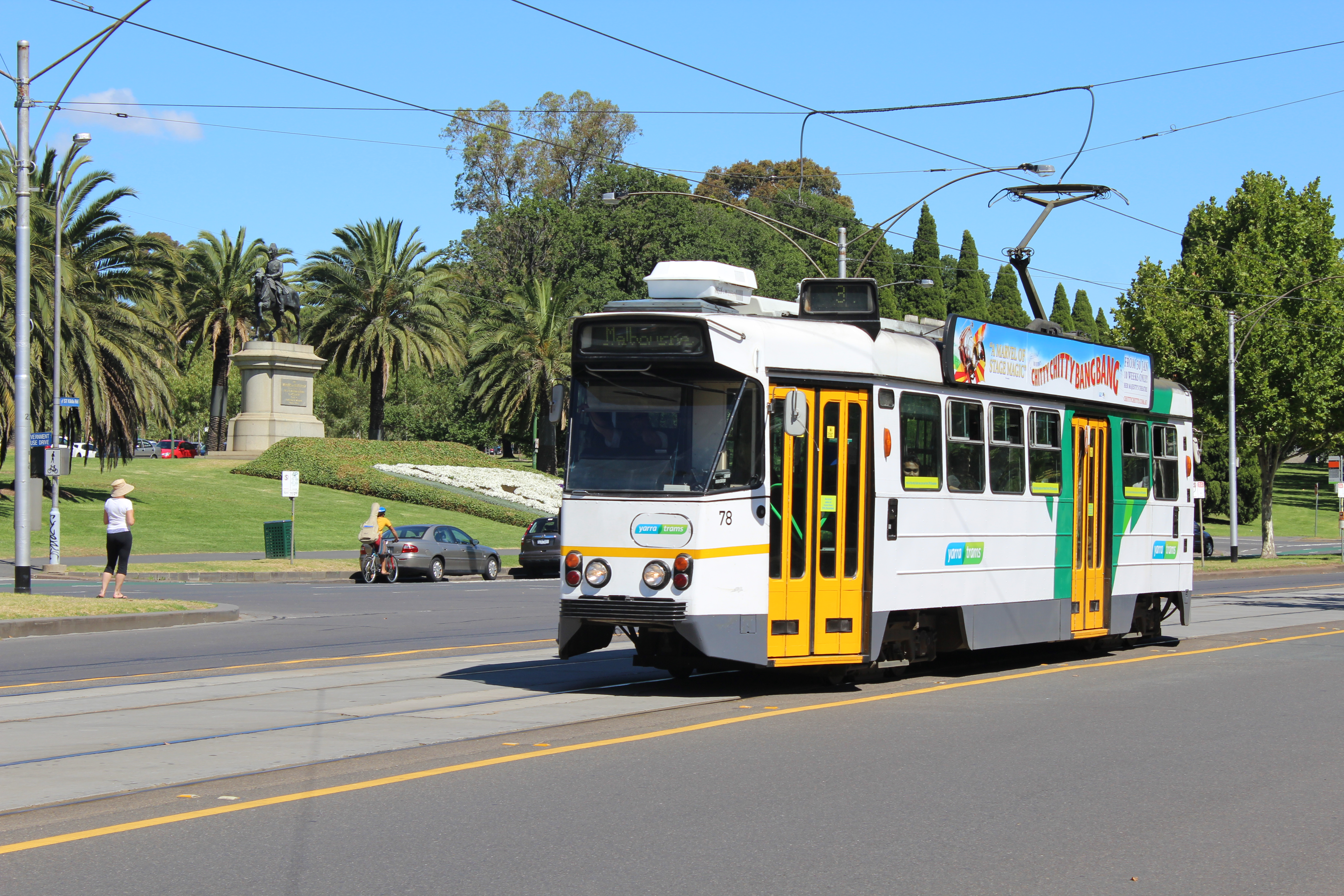
Z1形
（78、2013年撮影）

W形以来20年近くぶりとなる、メルボルン市電の量産車として開発された形式。1974年から製造が始まり、1975年6月から営業運転を開始した。その後も1978年まで製造は続き、最終的に100両（1 - 100）が導入された。車体や一部を除いた製造はコモンウェルス・エンジニアリングが担当したが、最終組み立てはMMTBの車両工場で実施された。
しかし、営業運転開始直後からZ形は故障が頻発し、振動の多発や油圧式ブレーキの未作動などの問題が多数報告された。これはメルボルン市電と軌道の状態や気温などの条件が異なるヨーテボリ市電の設計がそのまま台車へ用いられた事が要因であり、最終増備車となった20両（81 - 100）はゴムばねを用いた軸ばね・枕ばねの搭載や油圧式ブレーキの改良などの仕様変更が実施された。これらの車両は「Z1形」と言う形式名に改められ、他車についても同様の改造およびZ1形への編入が行われた。
1995年以降は大部分の車両が更新工事を受け、方向幕が従来の反転フラップ式からドットマトリクス方式に交換された。以降もメルボルン市電における主力車両として活躍を続けたが、2000年代以降は超低床電車の導入により廃車が進行し、2015年時点の残存車両は15両に減少した。そしてこれらの車両も老朽化に加えて電気機器の保守や予備部品の調達が困難になった結果、2016年4月をもって営業運転を終了した。2020年現在、メルボルンを始めとしたオーストラリア各地に5両が保存されている。

### Z2形

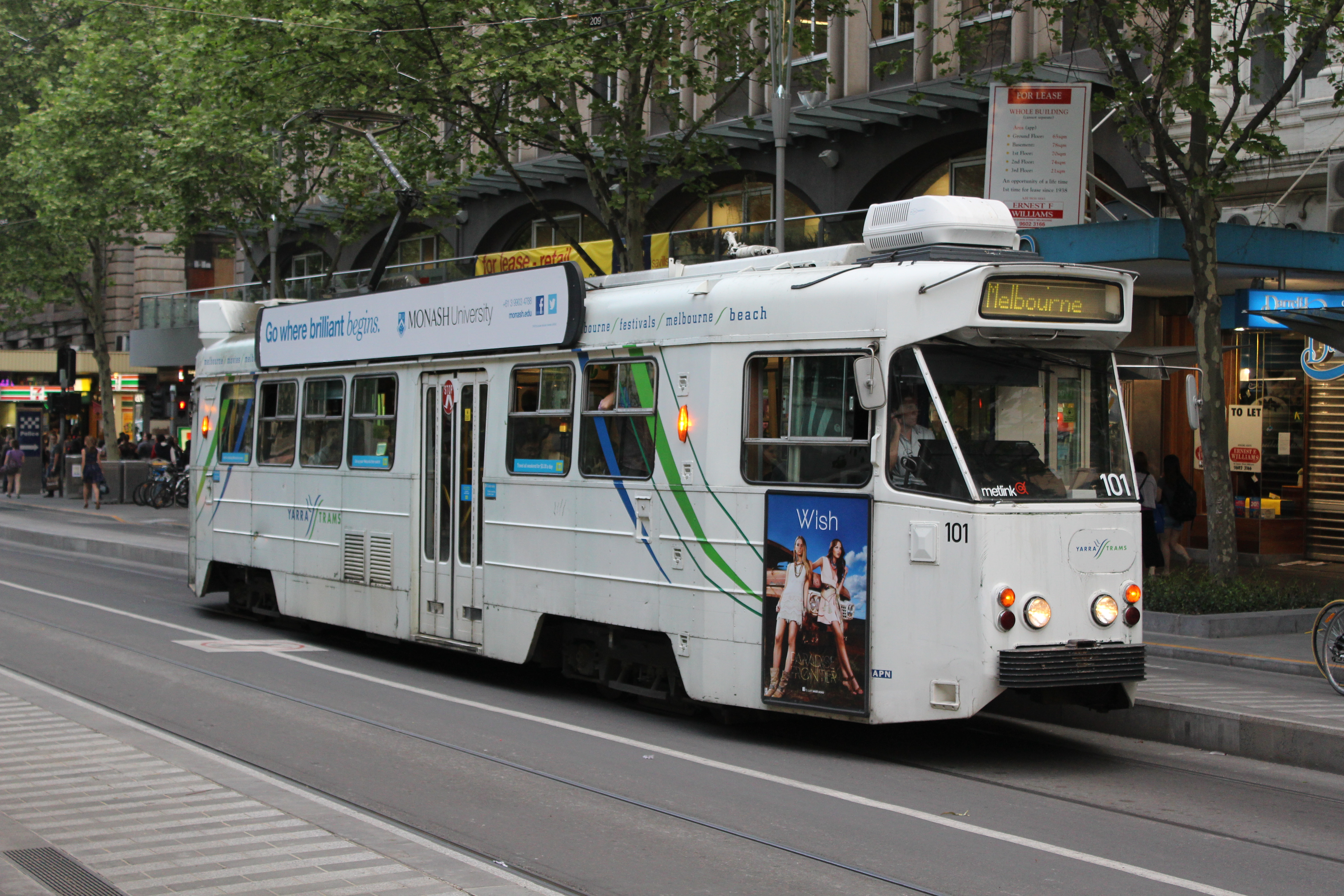
Z2形
（101、2012年撮影）

Z形のうち1978年 - 1979年に製造された15両（101 - 115）については、バンパーや側面窓の形状が変更され、区別のため「Z2形」という形式名が付けられた。以降はZ1形と同様の経緯を辿り、2016年4月に営業運転から撤退した。2020年現在、1両（111）がシドニーのシドニー路面電車博物館で動態保存されている。

### Z3形

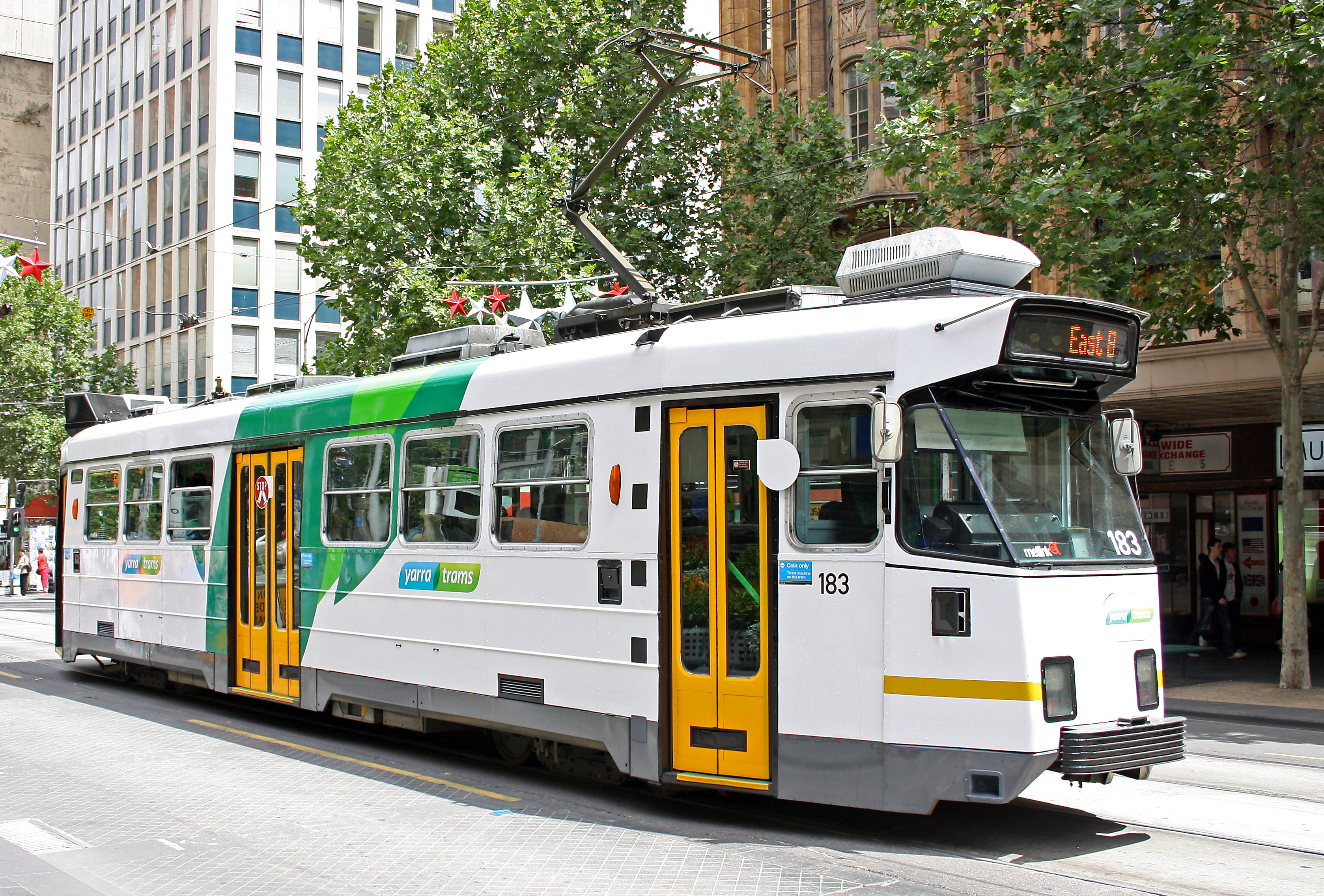
Z3形
（183、2009年撮影）

1979年から1983年にかけて115両（116 - 230）が製造された形式。Z1形・Z2形から車体構造や機器が大幅に変更され、台車や機器の製造メーカーも変更された。2020年現在も火災で廃車となった1両を除いた114両が在籍する。